# Józef Bień
Józef Bień (ur. 15 marca 1908 w Zaraszowie, zm. 15 maja 1978 w Warszawie) – działacz komunistyczny, poseł na Sejm Ustawodawczy w latach 1947-1956, przewodniczący Zarządu Głównego (ZG) Związku Zawodowego Metalowców 1950–1956.
Skończył 4 klasy szkoły powszechnej w Bychawce i 3 lata praktyki ślusarskiej w Lublinie, od 1924 był robotnikiem fabrycznym i budowlanym. 1928 odbył służbę wojskową w 12 pułku ułanów w Krzemieńcu. Działacz PPS-Lewicy i KPP (od 1932) oraz związkach zawodowych metalowców i budowlańców. Podczas okupacji pracował w niemieckich warsztatach samochodowych. Od 1944 w PPR. 1945–1949 był sekretarzem Okręgowej Rady Związków Zawodowych (OKZZ) w Lublinie, 1948–1950 kierownikiem Wydziału Socjalno-Zawodowego Komitetu Wojewódzkiego (KW) PZPR, 1950 przewodniczącym OKZZ w Lublinie, 1950–1956 przewodniczącym ZG Związku Zawodowego Metalowców, 1956–1962 inspektorem BHP i I sekretarzem Komitetu Zakładowego (KZ) PZPR w Zakładach Elektrotechniki Motoryzacyjnej "Zelmot" w Warszawie, następnie do 1967 przewodniczącym Dzielnicowej Komisji Kontroli Partyjnej W Komitecie Dzielnicowym (KD) PZPR na Mokotowie. W 1947 i 1952 był wybierany posłem na Sejm PRL. W grudniu 1948 był delegatem na I Zjazd PZPR, a w marcu 1959 na III Zjazd PZPR Od 1968 na rencie. Był odznaczony m.in. Orderem Sztandaru Pracy II klasy i Krzyżem Kawalerskim Orderu Odrodzenia Polski.